# V445 Андромеды
V445 Андромеды (лат. V445 Andromedae), HD 7590 — двойная звезда в созвездии Андромеды на расстоянии приблизительно 78,9 световых лет (около 24,2 парсеков) от Солнца.

## Характеристики
Первый компонент (WDS J01165+4256A) — жёлтый карлик, вращающаяся переменная звезда типа BY Дракона (BY) спектрального класса G0V. Видимая звёздная величина звезды — от +6,64m до +6,61m. Масса — около 1,081 солнечной, радиус — около 1 солнечного, светимость — около 1,139 солнечной. Эффективная температура — около 5968 К.
Второй компонент (WDS J01165+4256B). Видимая звёздная величина звезды — +17,35m. Удалён на 445,7 угловых секунд.

## Планетная система
В 2019 году учёными, анализирующими данные проектов HIPPARCOS и Gaia, у звезды обнаружена планета.